# کاسالبلترامه
کاسالبلترامه (به ایتالیایی: Casalbeltrame) یک کومونه در ایتالیا است که در استان نووارا واقع شده‌است.

## خصوصیات
کاسالبلترامه ۱۵٫۹ کیلومترمربع مساحت و ۱٬۰۳۳ نفر جمعیت دارد و ۱۴۸ متر بالاتر از سطح دریا واقع شده‌است.